# 旧中国配電南部変電所
旧中国配電南部変電所（きゅうちゅうごくはいでんなんぶへんでんしょ）は、かつて広島県広島市南区宇品に存在した中国配電（現中国電力）の変電所。

## 概要
1943年（昭和18年）宇品方面へ電力供給するため、中国配電によって竣工。
1945年（昭和20年）8月6日広島市への原子爆弾投下により被爆、爆心地から約3.79kmに位置し、窓ガラスは割れたが倒壊はしなかった。翌8月7日には送電を再開している。その後も長い間変電所として使用されていたが、1994年（平成6年）中国電力が別の場所に新しい変電所を建設すると、ここは空家となった。
その後は中国電力グループのエネルギア不動産(EnerGia Real Estate Co.,Ltd.)が管理する不動産「E.R.E宇品御幸ビル」として貸し出されていた。2008年（平成20年）10月からイタリアンレストランとして利用されていた。店舗改築の際、外観は殆ど手を加えず、店内の内装に旧変電所で使われていたものをいくつか用いていた。ただこの店舗が閉店後、再び空き家となっていた。
2017年12月建物を所有していた中国電力系のエネルギアL&Bパートナーズは老朽化などを理由で維持管理が困難になったとして地元の不動産会社に土地建物を売約、2018年1月末付で取り壊しが確定した。所有する不動産会社は一部モニュメント保存も検討していると報道されている。